# Döbrönte
Döbrönte is een plaats (község) en gemeente in het Hongaarse comitaat Veszprém. Döbrönte telt 268 inwoners (2001).